# Arcidiocesi di Ibagué
L'arcidiocesi di Ibagué (in latino: Archidioecesis Ibaguensis) è una sede metropolitana della Chiesa cattolica in Colombia. Nel 2021 contava 654.000 battezzati su 687.400 abitanti. È retta dall'arcivescovo Orlando Roa Barbosa.

## Territorio
L'arcidiocesi comprende 13 comuni del dipartimento colombiano di Tolima: Alvarado, Anzoátegui, Cajamarca, Coello (escluso il distretto di Gualanday, che fa parte della diocesi di Espinal), Ibagué, Piedras, Roncesvalles, Rovira, Santa Isabel, Valle de San Juan e Venadillo; appartengono all'arcidiocesi anche i distretti di Playarrica nel comune di San Antonio e quello di Payande nel comune di San Luis.
Sede arcivescovile è la città di Ibagué, dove si trova la cattedrale dell'Immacolata Concezione di Maria Vergine.
Il territorio si estende su una superficie di 6.044 km² ed è suddiviso in 62 parrocchie, raggruppate in 9 vicariati.

### Provincia ecclesiastica
La provincia ecclesiastica di Ibagué, istituita nel 1974, comprende 6 suffraganee:
- diocesi di Espinal,
- diocesi di Garzón,
- diocesi di Líbano-Honda,
- diocesi di Neiva.

È ascritto alla provincia ecclesiastica anche il vicariato apostolico di Puerto Leguízamo-Solano, formalmente dipendente dalla Santa Sede.

## Storia
La diocesi fu eretta il 20 maggio 1900 con il decreto Quum legitimae della Congregazione Concistoriale, ricavandone il territorio dalla diocesi di Tolima, che fu contestualmente soppressa. La diocesi di Ibagué era originariamente suffraganea dell'arcidiocesi di Popayán.
Dopo tre anni di sede vacante, durante i quali la diocesi fu amministrata da Esteban Rojas Tovar, già vescovo di Tolima e poi vescovo di Garzón, fu nominato il primo vescovo di Ibagué, Ismael Perdomo Borrero.
Nel 1901 fu eretto il seminario minore sotto il patrocinio di San Joaquín, mentre nel 1903 il seminario maggiore, intitolato a Maria Immacolata.
Il 10 aprile 1948 venne ucciso per la fede il sacerdote diocesano Pedro María Ramírez, che verrà beatificato l'8 settembre 2017.
Il 18 marzo 1957 cedette una porzione del suo territorio a vantaggio dell'erezione della diocesi di Espinal.
Il 14 dicembre 1974 è stata elevata al rango di arcidiocesi metropolitana con la bolla Quamquam Ecclesiarum di papa Paolo VI.
L'8 luglio 1989 ha ceduto un'altra porzione di territorio a vantaggio dell'erezione della diocesi di Líbano-Honda.

## Cronotassi dei vescovi
Si omettono i periodi di sede vacante non superiori ai 2 anni o non storicamente accertati.
- Sede vacante (1900-1903)

- Ismael Perdomo Borrero † (8 giugno 1903 - 5 febbraio 1923 nominato arcivescovo coadiutore di Bogotà[2])
- Pedro María Rodríguez Andrade † (10 aprile 1924 - 17 marzo 1957 dimesso[3])
- Arturo Duque Villegas † (17 marzo 1957 - 7 luglio 1959 nominato arcivescovo di Manizales)
- Rubén Isaza Restrepo † (2 novembre 1959 - 3 gennaio 1964 nominato arcivescovo coadiutore di Bogotà[4])
- José Joaquín Flórez Hernández † (17 marzo 1964 - 25 marzo 1993 ritirato)
- Juan Francisco Sarasti Jaramillo, C.I.M. † (25 marzo 1993 - 17 agosto 2002 nominato arcivescovo di Cali)
- Flavio Calle Zapata (10 gennaio 2003 - 19 marzo 2019 ritirato)
- Orlando Roa Barbosa, dal 29 maggio 2020

## Statistiche
L'arcidiocesi nel 2021 su una popolazione di 687.400 persone contava 654.000 battezzati, corrispondenti al 95,1% del totale.
| anno | popolazione | popolazione | popolazione | presbiteri | presbiteri | presbiteri | presbiteri                | diaconi | religiosi | religiosi | parrocchie |
| anno | battezzati  | totale      | %           | numero     | secolari   | regolari   | battezzati per presbitero | diaconi | uomini    | donne     | parrocchie |
| ---- | ----------- | ----------- | ----------- | ---------- | ---------- | ---------- | ------------------------- | ------- | --------- | --------- | ---------- |
| 1950 | 709.580     | 710.580     | 99,9        | 107        | 89         | 18         | 6.631                     |         | 35        | 250       | 61         |
| 1966 | 580.000     | 600.000     | 96,7        | 120        | 93         | 27         | 4.833                     |         | 45        | 238       | 46         |
| 1970 | 780.000     | 780.000     | 100,0       | 104        | 84         | 20         | 7.500                     |         | 30        | 299       | 50         |
| 1976 | 750.000     | 800.000     | 93,8        | 91         | 76         | 15         | 8.241                     |         | 27        | 280       | 56         |
| 1980 | 771.000     | 822.000     | 93,8        | 91         | 75         | 16         | 8.472                     |         | 34        | 230       | 58         |
| 1990 | 383.500     | 415.763     | 92,2        | 67         | 55         | 12         | 5.723                     |         | 18        | 131       | 38         |
| 1999 | 489.579     | 543.977     | 90,0        | 97         | 79         | 18         | 5.047                     |         | 25        | 146       | 46         |
| 2000 | 485.747     | 539.719     | 90,0        | 94         | 78         | 16         | 5.167                     |         | 28        | 137       | 48         |
| 2001 | 485.355     | 539.284     | 90,0        | 100        | 82         | 18         | 4.853                     |         | 31        | 142       | 53         |
| 2002 | 489.400     | 547.004     | 89,5        | 98         | 81         | 17         | 4.993                     | 12      | 31        | 141       | 54         |
| 2003 | 504.611     | 560.679     | 90,0        | 105        | 89         | 16         | 4.805                     | 12      | 23        | 143       | 54         |
| 2004 | 510.300     | 567.000     | 90,0        | 89         | 72         | 17         | 5.733                     | 12      | 29        | 150       | 54         |
| 2006 | 504.310     | 560.344     | 90,0        | 101        | 83         | 18         | 4.993                     | 12      | 32        | 164       | 55         |
| 2013 | 547.000     | 605.000     | 90,4        | 107        | 89         | 18         | 5.112                     | 17      | 33        | 207       | 62         |
| 2016 | 609.000     | 663.011     | 91,9        | 119        | 102        | 17         | 5.117                     | 17      | 32        | 200       | 62         |
| 2019 | 634.377     | 667.420     | 95,0        | 121        | 104        | 17         | 5.242                     | 17      | 30        | 172       | 62         |
| 2021 | 654.000     | 687.400     | 95,1        | 111        | 97         | 14         | 5.891                     | 12      | 28        | 155       | 62         |